# 스무살 (2014년 드라마)
《스무살》은 2014년 1월 6일부터 2014년 1월 7일까지 TvN에서 방송된 4부작 드라마이다. 국내에서 첫 번째로 UHD로 제작된 드라마로, 초고선명 텔레비전 포맷으로 방영되었다.

## 등장 인물
- 이기광 : 기광 역
- 이다인 : 김혜림 역
- 김동석
- 강태오
- 조서하
- 김혜지
- 박서연
- 박지원